# Bourreria costaricensis
Bourreria costaricensis là loài thực vật có hoa trong họ Mồ hôi. Loài này được (Standl.) A.H.Gentry mô tả khoa học đầu tiên năm 1973.